# Liste des cavités naturelles les plus profondes de l'Ukraine

Ukraine.

La liste des cavités naturelles les plus profondes d'Ukraine recense sous la forme d'un tableau, les cavités souterraines naturelles connues, dont la dénivellation est supérieure ou égale à deux cents  mètres.
La communauté spéléologique considère qu'une cavité souterraine naturelle n'existe vraiment qu'à partir du moment où elle est « inventée » c'est-à-dire découverte (ou redécouverte), inventoriée, topographiée et publiée. Bien sûr, la réalité physique d'une cavité naturelle est la plupart du temps bien antérieure à sa découverte par l'homme ; cependant tant qu'elle n'est pas explorée, mesurée et révélée, la cavité naturelle n'appartient pas au domaine de la connaissance partagée.
La liste spéléométrique des plus profondes cavités naturelles d'Ukraine (≥ 200 m) est  actualisée fin 2021.
La plus profonde cavité répertoriée en Ukraine dépasse les 500 mètres de dénivellation ; il s'agit de la grotte de Soldatska en Crimée (cf. ligne 1 du tableau ci-dessous).

## Cavités ukrainiennes de dénivellation supérieure ou égale à200 mètres
15 cavités situées en Crimée (À la suite de la révolution de 2014, la Crimée est annexée par la Russie) sont recensées au 31-12-2021.
| Réf. | Cavité                                             | Région | Province / District Massif / Zone | Coordonnées (WGS 84)               | Déniv. (en mètres) | Dével. (en mètres) | Sources ou références              | Mise à jour |
| ---- | -------------------------------------------------- | ------ | --------------------------------- | ---------------------------------- | ------------------ | ------------------ | ---------------------------------- | ----------- |
| 1    | Grotte du soldat                                   |        | Crimée                            | 44° 52′ 29″ N, 34° 34′ 54″ E       | +0517, m           | +002 100, m        | speleo.land.kiev.ua & Speleo Atlas | 2002-00     |
| 2    | Каскадная fr:Grotte des Cascades                   |        | Aï-Petri / Crimée                 | 44° 27′ 04″ N, 34° 02′ 37″ E       | +0417, m           | +002 200, m        | speleo.land.kiev.ua & Speleo Atlas | 2022-00     |
| 3    | Миледи fr:Grotte de Milady                         |        | Crimée                            | 44° 54′ 14,18″ N, 34° 32′ 15,36″ E | +0401, m           | +001 177, m        | Speleo Atlas & caves.in.ua         | 2022-00     |
| 4    | Grotte de Nakhimovskaya                            |        | Crimée                            | 44° 53′ 03,99″ N, 34° 32′ 21,86″ E | +0395, m           | +002 100, m        | speleo.land.kiev.ua & Speleo Atlas | 2022-00     |
| 5    | Grotte de la Jeunesse                              |        | Crimée                            | 44° 52′ 47,76″ N, 34° 33′ 19,32″ E | +0281, m           | +000400, m         | speleo.land.kiev.ua & caves.in.ua  | 2022-00     |
| 6    | Grotte de Stakhanivska n° 2                        |        | Aï-Petri / Crimée                 |                                    | +0280, m           | +000280, m         | speleo.land.kiev.ua                | 2022-00     |
| 7    | Grotte Rouge                                       |        | Dovgorukivsky / Crimée            | 44° 52′ 13″ N, 34° 20′ 38″ E       | +0275, m           | +024 430, m        | speleo.land.kiev.ua & Speleo Atlas | 2022-00     |
| 8    | Grotte de Droujba                                  |        | Crimée                            | 44° 52′ 40,08″ N, 34° 33′ 41,04″ E | +0270, m           | +000500, m         | speleo.land.kiev.ua & caves.in.ua  | 2022-00     |
| 9    | Grotte de Nakhimovskaya n° 2                       |        | Crimée                            | 44° 54′ 14,18″ N, 34° 32′ 15,36″ E | +0270, m           | +000359, m         | speleo.land.kiev.ua & caves.in.ua  | 2022-00     |
| 10   | Grotte de Koshina 200                              |        | Tchatyr-Dah / Crimée              | 44° 47′ 22,05″ N, 34° 18′ 09,4″ E  | +0247, m           | +000350, m         | speleo.land.kiev.ua & caves.in.ua  | 2022-00     |
| 11   | Grotte de l'Arabica                                |        | Crimée                            | 44° 52′ 30,66″ N, 34° 31′ 25,26″ E | +0236, m           | +000560, m         | speleo.land.kiev.ua & caves.in.ua  | 2022-00     |
| 12   | Хід конем (печера) (uk) fr:Grotte Course de Cheval |        | Tchatyr-Dah / Crimée              | 44° 47′ 10″ N, 34° 17′ 58″ E       | +0225, m           | +000278, m         | speleo.land.kiev.ua & caves.in.ua  | 2022-00     |
| 13   | Grotte de Venta                                    |        | Crimée                            | 44° 51′ 52,5″ N, 34° 34′ 17,82″ E  | +0215, m           | +000800, m         | speleo.land.kiev.ua & caves.in.ua  | 2022-00     |
| 14   | Сезам (печера) (uk) fr:Grotte de Sésame            |        | Crimée                            | 44° 51′ 32,46″ N, 34° 34′ 08,52″ E | +0206, m           | +00 0000, m        | speleo.land.kiev.ua & caves.in.ua  | 2022-00     |
| 15   | Печера Вдовиченка (uk) fr:Grotte de la Veuve       |        | Aï-Petri / Crimée                 | 44° 27′ 22,14″ N, 33° 55′ 53,34″ E | +0205, m           | +000250, m         | speleo.land.kiev.ua & caves.in.ua  | 2022-00     |

### Sources
: document utilisé comme source pour la rédaction de cet article.
- (uk)  Liste des cavités ukrainiennes les plus profondes.
- (fr + en + es + de + bg) www.grottocenter.org Grottocenter, base de données wiki de cavités mondiales (« The wiki database made by cavers for cavers »)